# Котельникови
Коте́льникови (рос. Котельниковы) — присілок у складі Даровського району Кіровської області, Росія. Входить до складу Кобрського сільського поселення.
Населення становить 8 осіб (2010, 19 у 2002).
Національний склад станом на 2002 рік — росіяни 100 %.